# بیگ اپل
بیگ اپل، (به انگلیسی: Big Apple) (به معنای سیب بزرگ)، یک نام خودمانی یا نام مستعار برای شهر نیویورک است. این نام مستعار، نخستین بار از سوی نویسنده‌ای به نام ادوارد مارتین (Edward S. Martin) در سال ۱۹۰۹ در کتابی به نام The Wayfarer in New York (رهرو یا مسافر در نیویورک) ساخته شد و مورد استفاده قرار گرفت. رواج و متداول شدن آن، نخستین بار، در دههٔ ۱۹۲۰ توسط نویسندهٔ ورزشی جان فیتزجرالد (John J. Fitz Gerald) انجام گرفت. رواج، شهرت و محبوبیت این نام مستعار، از دههٔ ۱۹۷۰ تاکنون، تا حدی به دلیل کارزارهای تبلیغاتی مقامات و مسئولین امور گردشگری شهر نیویورک بوده‌است.